# Ottmar Mergenthaler
Ottmar Mergenthaler (Hachtel, 10 maggio 1854 – Baltimora, 28 ottobre 1899) è stato un inventore e orologiaio tedesco naturalizzato statunitense.
Venne definito il secondo Johannes Gutenberg perché la sua invenzione, la linotype (1886), rivoluzionò l'arte della stampa, consentendo di impostare i caratteri mobili in una pagina in modo facile e veloce.

## Biografia

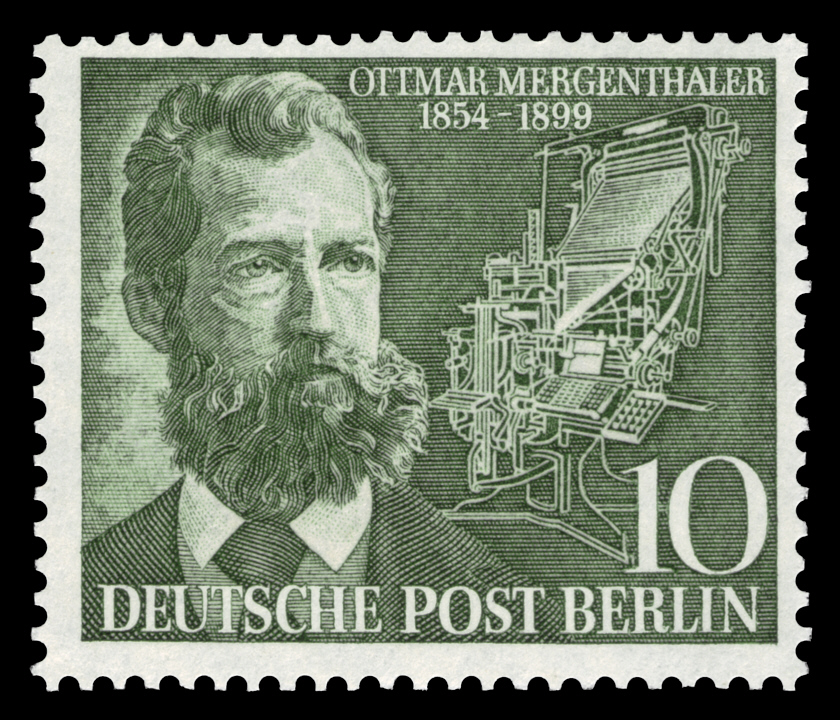
Francobollo tedesco del 1954 per i 100 anni dalla nascita

Prima dell'invenzione della linotype, nessun giornale aveva più di otto pagine, in quanto il procedimento di composizione manuale di una pagina richiedeva ore di lavoro. Tale invenzione, insieme a quella della rotativa, accelerò enormemente i tempi della stampa, contribuendo alla diffusione di libri e giornali come prodotti di massa, e stimolando di conseguenza il diffondersi dell'alfabetizzazione in strati sempre più vasti della popolazione dei paesi industrializzati.
Mergenthaler nacque a Hachtel, nel Baden-Württemberg, in Germania.
Era il terzo figlio di un insegnante, e fin da giovanissimo dimostrò interesse e talento per la meccanica, convincendo il padre a sistemarlo come apprendista presso un orologiaio di nome Hahl. Questo apprendistato gli diede le nozioni tecniche necessarie per la sua futura attività di inventore. Nel 1872 emigrò negli Stati Uniti e andò a lavorare a Washington presso la bottega di August Hahl, figlio del suo maestro orologiaio. Era molto ingegnoso e creativo, e a 20 anni ottenne il suo primo brevetto. In breve tempo divenne comproprietario della bottega. Il 17 agosto 1876 un uomo di nome Charles Moore, che aveva sentito parlare del suo talento, entrò nella bottega e gli parlò di una sua invenzione, una macchina da scrivere per giornali che avrebbe dovuto, nelle sue intenzioni, sostituire la pratica della composizione manuale della pagina; la sua macchina in realtà non funzionava, ed egli gli propose di crearne un modello migliore.
Mergenthaler vide subito cosa non funzionava nella macchina costruita da Moore, e si mise subito al lavoro per migliorarla, ma ci vollero dieci anni prima che raggiungesse il risultato desiderato. Il 3 luglio 1886 Mergenthaler presentò la sua invenzione al New York Tribune, il cui proprietario, Whitelaw Reid, aveva per anni incoraggiato i suoi studi. Gli azionisti del giornale e i sindacati, invece, si opposero dapprima violentemente a questa innovazione. Infine, però, l'importanza della sua invenzione fu riconosciuta, e per Mergenthaler arrivarono il successo e gli onori meritati in tanti anni di instancabile lavoro.
Dopo pochi anni Mergenthaler si ammalò di tubercolosi, ma continuò a lavorare incessantemente alle sue invenzioni fino alla morte prematura, avvenuta all'età di 44 anni.